# Alix Hänsel
Alix Hänsel, geborene Hochstetter (* 9. Mai 1951 in Bergisch Gladbach) ist eine deutsche Prähistorische Archäologin.

## Leben
Alix Hochstetter wuchs als jüngste Tochter des promovierten Juristen und Theologen Helmut Hochstetter und seiner Ehefrau Alix, geborene Fiedler in Bergisch Gladbach auf. Sie stammt aus einer deutsch-österreichischen Pastorenfamilie, zu deren Vorfahren der Geologe, Geograph und Forschungsreisende Ferdinand von Hochstetter zählt.
Von 1972 bis 1978 studierte sie an den Universitäten Bochum, Heidelberg, Kiel und Hamburg Ur- und Frühgeschichte, Klassische Archäologie, Ethnologie, Volkskunde, Geologie und Sozialwissenschaften. Mit einer Arbeit über die Hügelgräberbronzezeit in Niederbayern promovierte sie 1978 an der Universität Hamburg im Hauptfach Ur- und Frühgeschichte bei Vladimir Milojčić und Helmut Ziegert.
Ihre akademische Laufbahn begann sie von 1979 bis 1985 als Wissenschaftliche Mitarbeiterin bei den von der Deutschen Forschungsgemeinschaft geförderten Ausgrabungen im nordgriechischen Kastanas unter Leitung von Bernhard Hänsel. Die von ihr am dortigen Siedlungshügel (Toumba) der Bronze- und Eisenzeit ab 1975 vorgenommenen Untersuchung erbrachten Aufschluss über die typologische Zusammensetzung der Keramik für eine der längsten Siedlungsstratigraphien Griechenlands. Sie arbeitete dabei insbesondere die Charakteristika der lokalen makedonischen Keramikproduktion vom Mittelhelladikum bis zum Frühhellenismus heraus.
Seit 1986 war Hänsel am Berliner Museum für Vor- und Frühgeschichte tätig, wo sie seit 2001 das Amt der Oberkustodin und stellvertretenden Direktorin bekleidete. 2014 trat sie in den Ruhestand. Den Schwerpunkt ihrer wissenschaftlichen Arbeit in Berlin bildete von Beginn an die europäische Bronzezeit. Zusätzlich zu diesem umfangreichen Fachreferat betreute sie dort seit 2000 die Sammlung trojanischer Altertümer Heinrich Schliemanns und kommissarisch seit 2005 das Fachreferat für die prähistorischen Kulturen des Mittelmeerraumes.
Am Berliner Museum für Vor- und Frühgeschichte erarbeitete Hänsel ab 1987 gemeinsam mit der Vorderasiatischen Archäologin Eva Strommenger das wissenschaftliche und didaktische Konzept für eine Dauerausstellung zu den ältesten Hochkulturen Europas und Vorderasiens, die zwischen 1989 und 2001 im Langhans-Bau des Schlosses Charlottenburg gezeigt wurde. In die durch Täfelungen verfremdete kulissenartige Ausstellungsarchitektur von Ralf Schüler brachten Hänsel und Strommenger eine Folge archäologischer Fundensembles und Informationswände ein, welche die wichtigsten Ergebnisse und den neusten Stand der archäologischen Forschung zur frühesten Menschheitsgeschichte einem breiten Publikum anschaulich und verständlich werden ließ.
1997 entwickelte Alix Hänsel in Zusammenarbeit mit Bernhard Hänsel die Ausstellung Gaben an die Götter, die erstmals nach der Wiedervereinigung Deutschlands die bedeutendsten bronzezeitlichen Schatzfunde aus den vormals vier großen prähistorischen Museumssammlungen Berlins unter einem Gesamtkonzept vereinigte. Nach ihrer Präsentation im Japanischen Palais in Dresden wurde sie, inhaltlich erweitert, unter dem Titel Bronzezeit – Frühe Formen kultureller Kommunikation ab 1999 als Teil der ständigen Ausstellung im Langhans-Bau des Schlosses Charlottenburg gezeigt.
In Kooperation mit dem Klassischen Archäologen Dieter Hertel leitete Hänsel seit 2000 eine interdisziplinäre Arbeitsgruppe, die die wissenschaftliche Aufarbeitung und vollständige Neuvorlage der archäologischen Funde Heinrich Schliemanns aus Troja zum Ziel hat.
An der wissenschaftlichen Konzeption der Dauerausstellung zu den prähistorischen Kulturen Europas und Kleinasiens im 2009 wiedereröffneten Neuen Museum in Berlin war Alix Hänsel ebenfalls maßgeblich beteiligt. Insbesondere die Ausstellungsbereiche Schliemanns Troja im Flachkuppelsaal, Der Goldhut im Sternensaal und Bronzezeit im Westlichen Kunstkammersaal tragen ihre wissenschaftliche und didaktische Handschrift. Wichtig war auch die Neuaufstellung der in den Beständen wiederentdeckten Steinkiste von Helgoland. Ihr Ehemann Bernhard Hänsel hatte schon in den 1970er-Jahren über das Helgoländer Kupfer geforscht und dazu einen heute viel kritisierten Aufsatz veröffentlicht, den sie mit der Neuinterpretation der Steinkiste verteidigt. Zusätzlich prägte sie den Begriff der „Helgoländer Kupferherren“ und ordnete Helgoland einem „so genannten Doggerland“ zu. In diesem Zuge konnte sie auch Forschungsergebnisse von Jürgen Spanuth rehabilitieren.
Seit 2009 oblag Hänsel die wissenschaftliche Leitung für den deutschen Beitrag zum Ausstellungsvorhaben Bronzezeit – Europa ohne Grenzen. Dieses bei den 12. deutsch-russischen Regierungskonsultationen 2010 in Jekaterinburg beschlossene binationale Kulturprojekt sollte von Museen in Moskau, Sankt Petersburg und Berlin bis 2013 realisiert werden und auch kriegsbedingt verlagerte Kulturgüter, sogenannte Beutekunst, zum Gegenstand haben. Die diesbezüglichen Depotbestände russischer Museen sichtete, dokumentierte und bewertete Alix Hänsel seit 2010 mit einer Arbeitsgruppe aus Archäologen und Archivaren im Auftrag der Stiftung Preußischer Kulturbesitz. Die Ausstellung wurde 2013 in Moskau und St. Petersburg gezeigt.
Alix Hänsel veröffentlichte Fachbücher zu Themen der europäischen Bronzezeit und zur Schliemann-Sammlung sowie mehrere archäologische Kinderbücher. Sie nahm an verschiedenen archäologischen Ausgrabungen in Griechenland, Serbien und Deutschland teil. Als Redakteurin der archäologischen Fachzeitschrift Acta Praehistorica et Archaeologica und der Berliner Beiträge zur Vor- und Frühgeschichte prägt sie seit 1988 bzw. 1999 das wissenschaftliche Profil beider Publikationsreihen maßgeblich mit. Seit 1999 ist sie Korrespondierendes Mitglied des Deutschen Archäologischen Instituts und gehört seit demselben Jahr dem Vorstand der Berliner Gesellschaft für Anthropologie, Ethnologie und Urgeschichte an. Alix Hänsel war mit dem Professor für Prähistorische Archäologie der Freien Universität Berlin Bernhard Hänsel verheiratet.

## Schriften (Auswahl)
- Die Hügelgräberbronzezeit in Niederbayern (= Materialhefte zur bayerischen Vorgeschichte. Reihe A: Fundinventare und Ausgrabungsbefunde. 41). Textband. Lassleben, Kallmünz 1980, ISBN 3-7847-5041-9 (Zugleich: Hamburg, Universität, Dissertation, 1980).
- Kastanas. Ausgrabungen in einem Siedlungshügel der Bronze- und Eisenzeit Makedoniens 1975–1979. Die handgemachte Keramik, Schichten 19 bis 1 (= Prähistorische Archäologie in Südosteuropa. 3, 1–2). 2 Bände (Text- und Tafelband). Wissenschaftsverlag Spiess, Berlin 1984, ISBN 3-88435-105-2 (Textbd.), ISBN 3-88435-106-0 (Tafelbd.).
- Kastanas. Ausgrabungen in einem Siedlungshügel der Bronze- und Eisenzeit Makedoniens 1975–1979. Die Kleinfunde (= Prähistorische Archäologie in Südosteuropa. 6). Wissenschaftsverlag Spiess, Berlin 1987, ISBN 3-89166-023-5.
- mit Bernhard Hänsel: Gaben an die Götter. Schätze der Bronzezeit Europas (= Museum für Vor- und Frühgeschichte. Bestandskatalog. 4). Museum für Vor- und Frühgeschichte, Berlin 1997, ISBN 3-88609-201-1.
- Die Funde der Bronzezeit aus Bayern (= Museum für Vor- und Frühgeschichte. Bestandskatalog. 5). Museum für Vor- und Frühgeschichte, Berlin 1997, ISBN 3-88609-415-4.
- Der Radreiter. Eine Geschichte aus der Keltenzeit. Oetker-Voges, Kiel 1999, ISBN 3-9804322-7-0 (Überarbeitete Neuauflage. Roseni, Hamm 2006, ISBN 3-9810469-1-9).
- Die Sammlung Trojanischer Altertümer Heinrich Schliemanns im Museum für Vor- und Frühgeschichte. DuMont, Köln 2003, ISBN 3-8321-7374-9.
- Heinrich Schliemanns Sammlung Trojanischer Altertümer. Museum für Vor- und Frühgeschichte, Berlin 2004, ISBN 3-88609-493-6.
- Ranulf und die Varusschlacht. Ein historischer Roman aus der Römerzeit. Roseni, Hamm 2004, ISBN 3-9807434-7-0.
- mit Dieter Hertel, Matthias Wemhoff (Hrsg.): Heinrich Schliemanns Sammlung Trojanischer Altertümer – Neuvorlage. 2 Bände. Staatliche Museen zu Berlin – Preußischer Kulturbesitz, Berlin 2008–2014;
  - Band 1: Forschungsgeschichte, keramische Funde der Schichten VII bis X, Nadeln, Gewichte und durchlochte Tongeräte (= Berliner Beiträge zur Vor- und Frühgeschichte. NF 14). 2008, ISBN 978-3-88609-626-8;
  - Band 2: Untersuchungen zu den Schatzfunden, den Silber- und Bronzeartefakten, der Gusstechnik, den Gefäßmarken und den Bleigewichten (= Berliner Beiträge zur Vor- und Frühgeschichte. NF 18). 2014, ISBN 978-3-88609-757-9.
- Schliemann und Troja (= Die Sammlungen des Museums für Vor- und Frühgeschichte. 1). Schnell + Steiner, Regensburg 2009, ISBN 978-3-7954-2270-7.